# Włodzimierz Nowak (aktor)
Włodzimierz Nowak (ur. 8 stycznia 1942 w Łodzi, zm. 16 marca 2022 w Piasecznie) – polski aktor teatralny i filmowy.

## Życiorys
W 1965 roku ukończył studia na Wydziale Aktorskim PWSFTviT w Łodzi. 30 października tego samego roku miał miejsce jego debiut teatralny. Występował w następujących teatrach:
- Teatr im. Wojciecha Bogusławskiego w Kaliszu (1965–1967)
- Teatr Współczesny we Wrocławiu (1967)
- Teatr Komedia w Warszawie (1968–1974)
- Teatr Kwadrat (1974–1989)

Został pochowany na Cmentarzu Powązkowskim w Warszawie.

## Filmografia
- 1960: Matylda − Romek
- 1961: Komedianty
- 1963: Godzina pąsowej róży − kolega Karola, właściciel motoru
- 1964: Panienka z okienka − pisarz księcia Ossolińskiego
- 1970: Na dobranoc − mieszkaniec wieżowca
- 1970: Pierścień księżnej Anny − Krzyżak Karol
- 1971: Kardiogram − Jacek, kolega Rawicza ze studiów
- 1971: Kłopotliwy gość − „Piotr”, aktor w filmie oglądanym przez Piotrowskich
- 1971: Milion za Laurę − Romek, chłopak Marty
- 1973: Sanatorium pod Klepsydrą − arcyksiążę Maksymilian, postać w panoptikum
- 1973: Stawiam na Tolka Banana − Antoś, sprawca wypadku (odc. 7)
- 1973: Wielka miłość Balzaka − przyjaciel Balzaka
- 1974: Koniec wakacji − żołnierz prowadzący konia
- 1974: Zaczarowane podwórko − Zygmunt III Waza
- 1975: Doktor Judym − Karbowski, przyszły mąż Natalii Orszeńskiej
- 1975: Obrazki z życia − kochanek Marysi (odc. 1)
- 1979: Małgorzata
- 1980: Miś − recytator wiersza podczas uroczystego wręczania paszportów
- 1981: Okno
- 1983: Wedle wyroków twoich... − Kramer, podwładny Kleinschmidta
- 1986: Zmiennicy − kierowca udający Niemca (odc. 5)